# Estádio Distrital do Inamar
O Estádio Municipal José Batista Pereira Fernandes, mais conhecido como Distrital do Inamar ou ainda, Arena Inamar, é um estádio de futebol brasileiro, localizado na cidade de Diadema, na região do ABC Paulista. Em 2015 foi reformulado para estar em conformidade para jogos do Campeonato Paulista de Futebol de 2016 - Série A1 para o Esporte Clube Água Santa. O estádio passou a ter capacidade para 10.000 espectadores (8.075 - capacidade liberada pela FPF), medida estabelecida pela Federação Paulista de Futebol, para ser utilizado em jogos com segurança no nível do escalão de elite do futebol paulista. O estádio também recebeu jogos do Clube Atlético Diadema, enquanto disputavam o Campeonato Paulista de diversas categorias entre 2010 e 2017 em Diadema.

## História

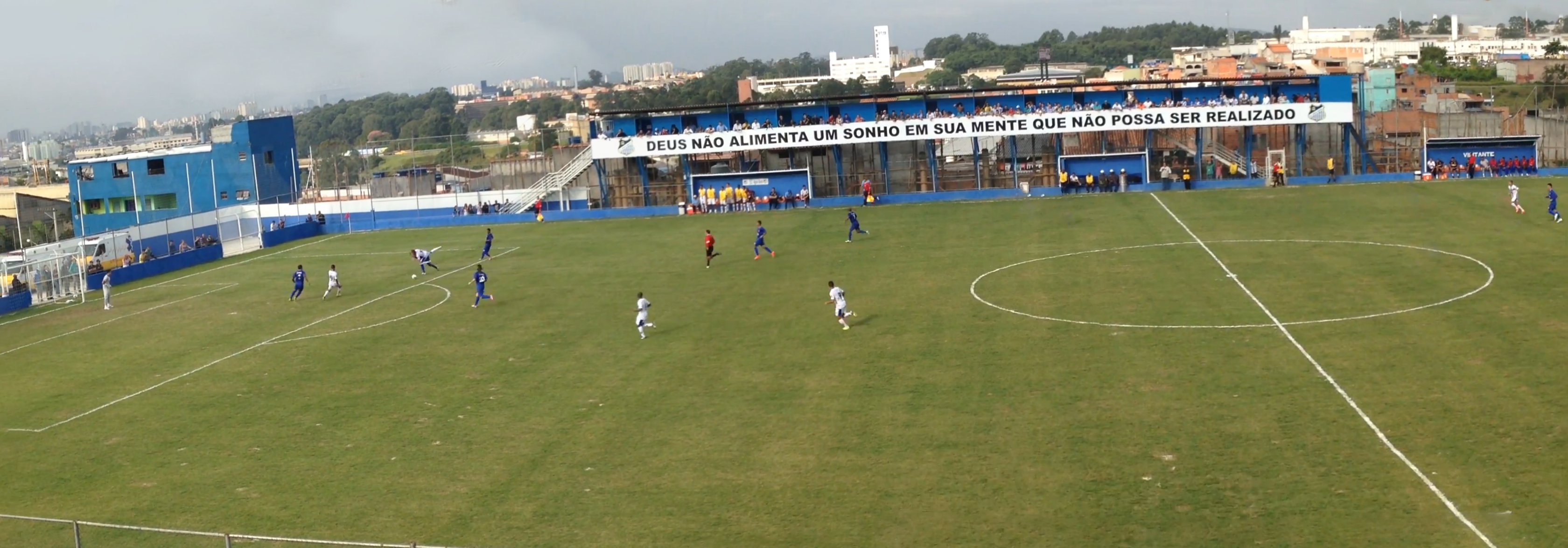
Jogo no estádio entre Água Santa x São Caetano, pelo Campeonato Paulista Série A-2 de 2015

Inaugurado no dia 22 de maio de 2009, na época como um campo distrital, o mesmo fazia parte do antigo Complexo Esportivo Inamar, localizado no bairro Jardim Inamar, em Diadema. o Campo Distrital existia para receber os times da região em torneios da várzea da cidade e jogos intermunicipais. 
Em 2010 assim que foi fundado, o Clube Atlético Diadema passou a mandar seus jogos nos Campeonatos Paulistas de categorias de base no campo, porém não poderia ter uma equipe em um campeonato profissional por falta de um estádio que atendesse o pedido da FPF em regulamento: um estádio com arquibancada para 5 mil pessoas. Em dezembro de 2012 a prefeitura de Diadema presenteia a cidade e seus dois clubes filhos: o ex-amador e então recém-nascido profissional Água Santa, e o que esperava a quase 3 anos pelo Estádio Municipal para que pudesse estrear no futebol profissional, o Diadema.
As inaugurações profissionais do Estádio ocorreram no Campeonato Paulista Segunda Divisão em 2013. No dia 27 de abril de 2013 com a partida entre Diadema 5x1 Grêmio Mauaense. Com o mando de campo do Água Santa, a estreia ocorreu uma semana depois, no dia 4 de maio de 2013, na partida Água Santa 2x3 Diadema. Ambas as partidas tiveram inicio às 15 horas pois apesar do estádio possuir sistema de iluminação artificial, a mesma não era suficiente para uso em jogos oficiais da FPF, devido à sua pouca qualidade e potência. Sendo assim, até hoje o estádio não recebe partidas noturnas ou com início após às 16h.